# Accipiter erythronemius
Lo sparviere zamperossicce (Accipiter erythronemius (Kaup, 1850)) è un uccello rapace della famiglia degli Accipitridi diffuso nella fascia di territorio compresa tra Bolivia sud-orientale, Brasile meridionale, Paraguay, Uruguay e Argentina settentrionale.

## Descrizione

### Dimensioni
Misura 23-37 cm di lunghezza, per un peso di 82-115 g nel maschio e di 150-219 g nella femmina; l'apertura alare è di 42-58 cm nel maschio e di 58-68 cm nella femmina.

### Aspetto
Lo sparviere zamperossicce ha un piumaggio piuttosto simile a quello della forma tipica dello sparviere delle Ande (Accipiter ventralis), con il quale è strettamente imparentato. Le sue parti superiori sono di un colore uniforme variabile dal nero ardesia al bruno-grigiastro, ma le barre sulle parti inferiori, quando sono presenti, sono meno distinte. Le cosce e metà dei fianchi sono color ruggine, caratteristica discriminante essenziale per il riconoscimento della specie. La coda presenta un'alternanza di barre nere e grigie di uguale larghezza. La femmina è del tutto simile al maschio, ma è nettamente più grande. Gli immaturi hanno le ali e il dorso marroni. Le parti inferiori sono bianche con striature marroni.

### Voce
Al di fuori della stagione della nidificazione, questi sparvieri sono piuttosto silenziosi. Le diverse vocalizzazioni sono abbastanza simili a quelle dello sparviere delle Ande (A. ventralis). I suoi richiami comprendono una serie di note stridule kewkewkewkewkew... o una serie più breve di piccoli squittii kee-kee-kee-kee-kee... Talvolta, è possibile udire anche una serie di fischi crescenti whee...whee...whee...whee....

## Biologia
Generalmente gli sparvieri zamperossicce stanno nascosti tra il fogliame. Ciononostante, non è insolito vederli volare apparentemente da un appezzamento di foresta all'altro. Questi uccelli planano spesso seguendo una traiettoria circolare. Il loro volo è a volte accompagnato da deboli battiti d'ala. Sono generalmente solitari. Gli sparvieri zamperossicce sono per lo più sedentari, ma vi sono probabilmente movimenti locali e parziali nell'estremità meridionale dell'areale (in Argentina) durante l'inverno australe.

### Alimentazione
Gli sparvieri zamperossicce si nutrono quasi esclusivamente di uccelli di piccole e medie dimensioni. Nel corso di uno studio relativamente recente risalente al 2008, Seipke e Cabanne hanno determinato, grazie all'osservazione diretta delle prede trasportate nel nido, che sul loro menu figurano non meno di 49 specie diverse, tutte rigorosamente di uccelli. Questi sparvieri cacciano alla posta a partire da un posatoio ben nascosto nella foresta secondaria o sugli alberi da frutto. La loro strategia preferita è quella di inseguire brevemente gli uccelli in aria, sfruttando il più possibile l'effetto sorpresa. Le prede più ambite sono i colibrì, i canestrai e i vaccai alibaie. In Brasile e in Argentina, tra le sue vittime figurano anche le tortore, i tiranni, gli scriccioli, i merli, i fringuelli zafferano, i vaccari splendenti e le tanagre sayaca. Alcuni insetti completano il menu.

### Riproduzione
Il nido è una piccola piattaforma composta principalmente da pezzi di legno, situata a grande altezza sugli alberi. Si trova abitualmente nelle monocolture di araucarie o nei boschetti di conifere importate. In Argentina e Brasile, la stagione di nidificazione si protrae dal mese di giugno fino a marzo. La covata comprende 2 o 3 uova di colore bianco con evidenti macchie marroni e nere. Le femmine si dedicano da sole alla cova e si occupano anche di nutrire e prendersi cura dei piccoli. Il maschio va a caccia per alimentare la nidiata e rifornisce di cibo la compagna quando cova o quando i piccoli sono ancora nel nido. La durata dell'incubazione e della permanenza dei giovani nel nido è per il momento sconosciuta. I nidiacei completamente ricoperti di piume che hanno acquisito l'autonomia di volo rimangono vicino al loro luogo di nascita per circa 5-6 settimane.

## Distribuzione e habitat
Gli sparvieri zamperossicce frequentano principalmente le foreste di pianura, anche se nel sud della Bolivia e nella provincia di Jujuy in Argentina occupano talvolta habitat a quote più elevate. Questi uccelli si insediano tranquillamente anche in boschetti aridi o nelle zone umide, così come nelle foreste frammentate o all'interno di zone boschive che presentano una volta continua. Si possono trovare anche nelle piantagioni di alberi esotici o nelle zone suburbane, in prossimità di edifici e abitazioni.
Gli sparvieri zamperossicce sono originari dell'America del Sud. Il loro areale copre il Brasile meridionale a partire dal Mato Grosso e dallo stato di Bahia, la Bolivia sud-orientale (province di Tarija e Santa Cruz), il Chaco del Paraguay, l'Uruguay e l'Argentina settentrionale (province di La Rioja e Córdoba). La specie è monotipica, ma fino a poco tempo fa era considerata una sottospecie dello sparviere americano (Accipiter striatus).

## Conservazione
Secondo Handbook of the Birds of the World e Global Raptor, questa specie non sarebbe minacciata a livello globale. Essa è relativamente comune in tutte le regioni che occupa, fatta eccezione per le zone in cui l'agricoltura intensiva porta gli uomini a distruggere la foresta per liberare zone coltivabili. Nel complesso, è una specie altamente adattabile che soffre meno di altri rapaci dell'America del Sud a causa del degrado ambientale. Secondo BirdLife International, lo sparviere zamperossicce è classificato come «specie a rischio minimo» (Least Concern).